# Chromacris nuptialis
Chromacris nuptialis är en insektsart som först beskrevs av Gerstaecker 1873.  Chromacris nuptialis ingår i släktet Chromacris och familjen Romaleidae. Inga underarter finns listade i Catalogue of Life.